# シノビ・ピクチャーズ
シノビ・ピクチャーズ（Shinobi Pictures、略称 Shinobi, シノビ）は、小山田真が設立したアメリカ合衆国のエンターテインメント会社。Shinca Groupの子会社。本社をカリフォルニア州バーバンクに置いている。

## 歴史
2005年10月に、ハリウッド映画・テレビ番組制作のためシンカ・プロダクションズ株式会社をカリフォルニア州バーバンクに設立する。
2006年に、北米と中南米の観客を対象にしたアメリカテレビ番組トークショー『ニア・ライト・ショー』の企画制作。
2011年にシンカ・ピクチャーズは、「クラウディア・ハロウェル・エンターテインメント」とテレビ番組の共同制作事業を行うため合弁事業契約。また、共同事業番組を配給するために合弁会社「スピリット・ショー・ネットワーク」を設立
2024年に、会社の分社化のため、映画とテレビ部門の企画制作する制作プロダクション会社「シノビ・ピクチャーズ」に会社名変更。ゲーム、漫画、コミック、アニメの制作は、制作プロダクション会社「ライゼン・スタジオ」へ移動。

## 事業部門
- シノビ・ピクチャーズ (Shinobo Pictures) - アクションを中心とした長編映画、短編映画や日米合弁映画、ドラマ、ドキュメンタリー、特別番組、ミニシリーズ、アニメのの企画、制作、配給事業

## 主な製作作品一覧

### 映画
| 年   | 題名                       | 原題                | 配給会社           | 種類             |
| ---- | -------------------------- | ------------------- | ------------------ | ---------------- |
| 2007 | 希望の大地                 | Good Soil           | シンカピクチャーズ | ショートフィルム |
| 2013 | ハート・オブ・ザ・ドラゴン | Heart of the Dragon | シンカピクチャーズ | ショートフィルム |
| 2021 | シャドー・グラス           | Ticker              | シンカピクチャーズ | 短編映画         |

### テレビ
| 年   | 題名                     | 原題           | 配給会社                         | 種類         |
| ---- | ------------------------ | -------------- | -------------------------------- | ------------ |
| 2006 | ニア・ライト・ショー     | Nia Lyte Show  | シンカ・テレビジョン             | トーク番組   |
| 2013 | スピリット・アース       | Spirit Earth   | スピリット・ショー・ネットワーク | ミニシリーズ |
| 2013 | スピリット・ラブ         | Spirit Love    | スピリット・ショー・ネットワーク | ミニシリーズ |
| 2013 | スピリット・ミュージック | Spirit Music   | スピリット・ショー・ネットワーク | ミニシリーズ |
| 2013 | スピリット・アート       | Spirit Art     | スピリット・ショー・ネットワーク | ミニシリーズ |
| 2013 | スピリット・ファッション | Spirit Fashion | スピリット・ショー・ネットワーク | ミニシリーズ |